# Pekka T. Lehtinen
Pekka T. Lehtinen (1934, (abreviado Lehtinen), es un aracnólogo finés.

## Biografía
Pekka T. Lehtinen trabajó en la Universidad de Turku.

## Algunas publicaciones
- pekka t. Lehtinen, yuri m. Marusik. 2008. A Redefinition of Misumenops F.O. Pickard-Cambridge, 1900 (Araneae, Thomisidae) and Review of the New World Species. Bull. of the British Arachnological Soc. 14 (4): 27 pp. Editor British Arachn. Soc.

- ---------------------. 2005a. Taxonomic notes on the Misumenini (Araneae: Thomisidae: Thomisinae), primarily from the Palaearctic and Oriental regions. In Logunov, D. V. & D. Penney (eds.), European Arachnology 2003 (Proc. of the 21st European Colloquium of Arachnology, St.-Petersburg, 4-9 agosto 2003). Arthropoda Selecta, Special Issue vol.1 147-184

- ---------------------. 2005b. Review of the Oriental wolf spider genus Passiena (Lycosidae, Pardosinae). J. Arachnol. vol.33 398-407

- y.m. Marusik, p.t. Lehtinen, m.m. Kovblyuk. 2005 Cozyptila, a new genus of crab spiders (Aranei: Thomisidae: Thomisinae: Coriarachnini) from the western Palaearctic. Arthropoda Selecta vol.13 151-163

- ---------------------. 1981. Spiders of the Oriental-Australian Region, III: Tetrablemmidae, with a World Revision. Acta zoologica Fennica 162. Editor Finnish Zoological Publ. Board, 151 pp. ISBN 9519481079

- ---------------------. 1981. Tetrablemmidae, with a World Revision. Acta zoologica Fennica 162. Con Heikki Hippa. Editor Finnish Zoological Publ. Board, 151 pp.

- ---------------------. 1979. Lycosidae. Annales zoologici Fennici 11 y 16. Con Heikki Hippa. Editor Finnish Zool. Publ. Board

- ---------------------. 1967. Classification of the Cribellate Spiders and Some Allied Families: With Notes on the Evolution of the Suborder Araneomorpha. Edición reimpresa de Societas Zoologica Botanica Fennica Vanamo, 269 pp.

## Taxones descritos
- Afroblemma
- Anansia
- Andoharano
- Astavakra
- Caraimatta
- Carpathonesticus
- Daramulunia
- Gandanameno
- Gunasekara
- Gunasekara ramboda
- Kukulcania
- Lamania
- Maijana
- Maijana rackae
- Mariblemma
- Micromatta
- Neothyridae
- Nesticella
- Polenecia
- Pritha
- Purumitra
- Rhinoblemma
- Shearella
- Singalangia
- Singalangia sternalis
- Sulaimania
- Sulaimania vigelandi
- Tangaroa
- Wajane
- Zaitunia

## Honores

### Eponimia
- Ajmonia lehtineni Marusik & Koponen, 1998, reino (Dictynidae)
- Colyttus lehtineni Zabka, 1985, reino (Salticidae)
- Indophantes lehtineni Saaristo & Tanasevitch, 2003, reino (Linyphiidae)
- Lycosoides lehtineni Marusik & Guseinov, 2003, reino (Agelenidae)
- Styloctetor lehtineni Marusik & Tanasevitch, 1998, reino (Linyphiidae)

## Abreviatura (zoología)
La abreviatura Lehtinen  se emplea para indicar a Pekka T. Lehtinen como autoridad en la descripción y taxonomía en zoología.